# デラウェア州副知事
デラウェア州副知事（Lieutenant Governor of Delaware）は、アメリカ合衆国デラウェア州の副知事である。1897年デラウェア州憲法により創設され、1900年に最初の選挙が実施された。

## 歴代副知事
| #  | 氏名                                         | 就任          | 退任           | 所属   |
| -- | -------------------------------------------- | ------------- | -------------- | ------ |
| 1  | フィリップ・カノン                           | 1901年1月15日 | 1905年1月17日  | 共和党 |
| 2  | アイザック・パーカー                         | 1905年1月17日 | 1909年1月19日  | 共和党 |
| 3  | ジョン・メンディンホール                     | 1909年1月19日 | 1913年1月21日  | 共和党 |
| 4  | コレン・ファーガソン                         | 1913年1月21日 | 1917年1月16日  | 民主党 |
| 5  | ルイス・エリアソン                           | 1917年1月16日 | 1921年1月18日  | 民主党 |
| 6  | ダンフォース・ブッシュ                       | 1921年1月18日 | 1925年1月20日  | 共和党 |
| 7  | ジェイムズ・アンダーソン                     | 1925年1月20日 | 1929年1月15日  | 共和党 |
| 8  | ジェイムズ・ヘイゼル                         | 1929年1月15日 | 1933年1月17日  | 共和党 |
| 9  | ロイ・コーリー                               | 1933年1月17日 | 1937年1月19日  | 共和党 |
| 10 | エドワード・クーチ                           | 1937年1月19日 | 1941年1月21日  | 民主党 |
| 11 | アイザック・マッカラム                       | 1941年1月21日 | 1945年1月16日  | 民主党 |
| 12 | エルバート・カーヴェル                       | 1945年1月16日 | 1949年1月18日  | 民主党 |
| 13 | アレクシス・イレーネ・デュ・ポン・ベイアード | 1949年1月18日 | 1953年1月20日  | 民主党 |
| 14 | ジョン・ロリンズ                             | 1953年1月20日 | 1957年1月15日  | 共和党 |
| 15 | デイヴィッド・バックソン                     | 1957年1月15日 | 1960年12月30日 | 共和党 |
| 16 | ユージーン・ランモット                       | 1961年1月17日 | 1965年1月19日  | 民主党 |
| 17 | シャーマン・トリビット                       | 1965年1月19日 | 1969年1月21日  | 民主党 |
| 18 | ユージーン・ブックハマー                     | 1969年1月21日 | 1977年1月18日  | 共和党 |
| 19 | ジェイムズ・マッギニス                       | 1977年1月18日 | 1981年1月20日  | 民主党 |
| 20 | マイケル・キャッスル                         | 1981年1月20日 | 1985年1月15日  | 共和党 |
| 21 | シェン・ビャウ・ウー（呉仙標）               | 1985年1月15日 | 1989年1月20日  | 民主党 |
| 22 | デイル・ウォルフ                             | 1989年1月20日 | 1992年12月31日 | 共和党 |
| 23 | ルース・アン・マイナー                       | 1993年1月19日 | 2001年1月3日   | 民主党 |
| 24 | ジョン・カーニー                             | 2001年1月16日 | 2009年1月20日  | 民主党 |
| 25 | マシュー・デン                               | 2001年1月20日 | 2015年 1月6日  | 民主党 |
| 26 | ベサニー・ホール＝ロング                     | 2017年1月17日 | 現職           | 民主党 |